# Dimitrov Communistische Jeugdunie
De Dimitrov Communistische Jeugdunie (Bulgaars: Димитровски комунистически младежки съюз (ДКМС), Dimitrovski Komunistichevski Mladezjki Soejoez (DKMS)), was een communistische jeugdbeweging in Bulgarije. De jeugdbeweging maakte deel uit van de Bulgaarse Communistische Partij. In de volksmond werd de jeugdbeweging ook wel Komsomol genoemd.

## Geschiedenis
De voorloper van de DKMS was de in 1928 opgerichte Werkers Jeugdunie, waarin in 1938 de Communistische Jeugdliga opging. De Werkers Jeugdunie was sinds de jaren 30 illegaal en leden van deze jeugdbeweging namen tijdens de Tweede Wereldoorlog actief deel aan het (partizanen)verzet tegen het pro-Duitse regime in Sofia. Na de staatsgreep van 9 september 1944 die het communistisch georiënteerde Vaderlands Front aan de macht bracht, werd de Werkers Jeugdunie weer een legale jeugdbeweging.
De communisten van de Bulgaarse Communistische Partij (BKP) schakelden andere jeugdbewegingen uit en dwongen de Bulgaarse Agrarische Jeugdunie (de jeugdbeweging van de Bulgaarse Agrarische Nationale Unie) in 1947 tot een fusie. Hieruit ontstond de Unie van de Volksjeugd (Soejoez na Narodnata Mladezh, SNM). De SNM werd de enige legale jeugdbeweging van Bulgarije. Na het overlijden van premier Georgi Dimitrov (BKP) werd de naam van de Unie van de Volksjeugd gewijzigd in Dimitrov Unie van de Volksjeugd (Dimitrovski Soejoez na Naronata Mladezh, DSNM).
In 1956, na het befaamde april plenum van de BKP (waarbij het destalinastieproces werd ingeluid), werd de naam van DSNM gewijzigd in Dimitrov Communistische Jeugdunie. De jeugdbeweging handhaafde deze naam tot na de val van het communistische bewind (november 1989). Op 11 februari 1990 kreeg de DKMS de naam Bulgaarse Democratische Jeugd, de officiële jeugdbeweging van de Bulgaarse Socialistische Partij.

## Lidmaatschap en plichten
De DKMS was voortdurend bezig nieuwe leden te werven. Jongeren tussen de 14 en 28 jaar oud. De leden kregen een ideologische (marxisme-leninisme) en patriottische scholing. Daarnaast was er ook tijd voor ontspanning (scoutingactiviteiten) en werden evenementen georganiseerd in de sfeer van het "proletarische internationalisme."
Leden van de DKMS werden geachte zo veel mogelijk aanwezig te zijn bij de activiteiten van de beweging. Op verslonzing van het lidmaatschap stond een royement. Royering werd gezien als een schande.
De voornaamste taak van de DKMS was de opleiding van een nieuw kader partijfunctionarissen voor de BKP.
De leiding van de DKMS lag in handen van een Centraal Comité en een Bureau. De eerste secretaris van de DKMS was in feite de voorzitter van de DKMS.
Petar Mladenov, die van 1989 tot 1990 president van Bulgarije was, was van oktober 1966 tot maart 1969 eerste secretaris van het Centraal Comité van de DKMS.

## Eerste secretarissen van het Centraal Comité van de DKMS
- Lachezar Avramov — 1951-1955
- Georgi Atanasov — 1965-1968
- Ivan Panev — 1968-1971
- Encho Moskov — 1971-1976
- Bojcho Sjcherjanov	— 1976-1979
- Georgi Tanev — 1979-1981
- Stanka Sjopova — 1981-1986
- Andrej Bundzjulov — 1986-1989
- Jevgeni Uzunov — 1989
- Rosen Karadimov — 1989-1990

## Bron
- Raymond Detrez: Historical Dictionary of Bulgaria, ISBN 0810831775